# Polypodium glabrum
Polypodium glabrum là một loài dương xỉ trong họ Polypodiaceae. Loài này được Burm. f. mô tả khoa học đầu tiên năm 1768.
Danh pháp khoa học của loài này chưa được làm sáng tỏ. 